# Macrotyloma hockii
Macrotyloma hockii là một loài thực vật có hoa trong họ Đậu. Loài này được (De Wild.) Verdc. miêu tả khoa học đầu tiên.